# Japan op de Olympische Winterspelen 1998
Tijdens de Olympische Winterspelen van 1998, die in Nagano werden gehouden, nam het gastland Japan voor de zestiende keer deel.

## Medailleoverzicht
| Sport          | Olympiër                                                     | Discipline                     | Medaille |
| -------------- | ------------------------------------------------------------ | ------------------------------ | -------- |
| Freestyleskiën | Tae Satoya                                                   | moguls (v)                     | Goud     |
| Schaatsen      | Hiroyasu Shimizu                                             | 500 m (m)                      | Goud     |
| Schansspringen | Kazuyoshi Funaki                                             | grote schans individueel (m)   | Goud     |
| Schansspringen | Takanobu Okabe Hiroya Saito Masahiko Harada Kazuyoshi Funaki | grote schans team (m)          | Goud     |
| Shorttrack     | Takafumi Nishitani                                           | 500 m (m)                      | Goud     |
| Schansspringen | Kazuyoshi Funaki                                             | normale schans individueel (m) | Zilver   |
| Schaatsen      | Hiroyasu Shimizu                                             | 1000 m (m)                     | Brons    |
| Schaatsen      | Tomomi Okazaki                                               | 500 m (v)                      | Brons    |
| Schansspringen | Masahiko Harada                                              | grote schans individueel (m)   | Brons    |
| Shorttrack     | Hitoshi Uematsu                                              | 500 m (m)                      | Brons    |

## Deelnemers en resultaten
(m) = mannen, (v) = vrouwen 

### Alpineskiën
| Olympiër           | Discipline       | Resultaat | Prestatie                                                       |
| ------------------ | ---------------- | --------- | --------------------------------------------------------------- |
| Gaku Hirasawa      | slalom (m)       | 20e       | 1.55,24 (+5,93) 57,74+57,50                                     |
| Takuya Ishioka     | reuzenslalom (m) | 29e       | 2.49,51 (+11,00) 1.26,16+1.23,35                                |
| Takuya Ishioka     | slalom (m)       | 21e       | 1.55,69 (+6,38) 58,85+56,84                                     |
| Kiminobu Kimura    | reuzenslalom (m) | 25e       | 2.46,35 (+7,84) 1.25,02+1.21,33                                 |
| Kiminobu Kimura    | slalom (m)       | 13e       | 1.52,15 (+2,84) 56,53+55,62                                     |
| Kentaro Minagawa   | reuzenslalom (m) | dnf-1     | opgave run 1                                                    |
| Kentaro Minagawa   | slalom (m)       | dnf-1     | opgave run 1                                                    |
| Yasuyuki Takishita | afdaling (m)     | dnf       | opgave                                                          |
| Yasuyuki Takishita | super g (m)      | 27e       | 1.38,39 (+3,57)                                                 |
| Yasuyuki Takishita | combinatie (m)   | dnf-s1    | opgave slalom run 1                                             |
| Tsuyoshi Tomii     | afdaling (m)     | 17e       | 1.52,62 (+2,51)                                                 |
| Tsuyoshi Tomii     | super g (m)      | 24e       | 1.37,86 (+3,04)                                                 |
| Noriyo Hiroi       | reuzenslalom (v) | dnf-1     | opgave run 1                                                    |
| Noriyo Hiroi       | slalom (v)       | dq-1      | diskwalificatie run 1                                           |
| Kazuko Ikeda       | reuzenslalom (v) | 25e       | 3.00,71 (+10,12) 1.23,06+1.37,65                                |
| Kazuko Ikeda       | slalom (v)       | 17e       | 1.37,29 (+4,89) 47,88+49,41                                     |
| Kumiko Kashiwagi   | super g (v)      | 36e       | 1.21,89 (+3,87)                                                 |
| Kumiko Kashiwagi   | reuzenslalom (v) | 27e       | 3.01,91 (+11,32) 1.26,33+1.35,58                                |
| Kumiko Kashiwagi   | slalom (v)       | 24e       | 1.40,46 (+8,06) 49,63+50,83                                     |
| Junko Yamakawa     | reuzenslalom (v) | 29e       | 3.03,95 (+13,36) 1.24,93+1.39,02                                |
| Junko Yamakawa     | slalom (v)       | 20e       | 1.38,10 (+5,70) 48,76+49,34                                     |
| Junko Yamakawa     | combinatie (v)   | 16e       | 2.50,36 (+9,62) afdaling: 1.34,98 slalom: 1.15,38 (38,24+37,14) |

### Biatlon
| Olympiër                                                     | Discipline             | Resultaat | Prestatie |
| ------------------------------------------------------------ | ---------------------- | --------- | --- |
| Atsushi Kazama                                               | 10 km (m)              | 61e       | 31.41,2 (+4.25,0) pen.: 6 (2 + 4) |
| Atsushi Kazama                                               | 20 km (m)              | 45e       | 1:02.23,5 (+6.07,1) pen.: 4 (1 + 1 + 1 + 1) |
| Hironao Meguro                                               | 20 km (m)              | 28e       | 1:00.38,2 (+4.21,8) pen.: 2 (1 + 0 + 1 + 0) |
| Shuichi Sekiya                                               | 10 km (m)              | 43e       | 30.33,4 (+3.17,2) pen.: 3 (3 + 0) |
| Kyoji Suga                                                   | 10 km (m)              | 18e       | 29.19,4 (+2.03,2) pen.: 2 (0 + 2) |
| Kyoji Suga                                                   | 20 km (m)              | 14e       | 59.15,6 (+2.59,2) pen.: 2 (1 + 0 + 0 + 1) |
| Team Kyoji Suga Hironao Meguro Shuichi Sekiya Atsushi Kazama | 4x7,5 km estafette (m) | 15e       | 1:27.55,7 (+6.19,5) pen.: 4-18 22.10,9 pen.: 1-5 (1-3 + 0-2) 20.56,3 pen.: 0-3 (0-0 + 0-3) 21.44,0 pen.: 0-4 (0-3 + 0-1) 23.04,5 pen.: 3-6 (1-3 + 2-3) |
| Hiromi Seino                                                 | 7,5 km (v)             | 53e       | 26.13,5 (+3.05,5) pen.: 4 (4 + 0) |
| Hiromi Seino                                                 | 15 km (v)              | 37e       | 1:01.21,9 (+7.29,9) pen.: 7 (3 + 0 + 2 + 2) |
| Mami Honma                                                   | 15 km (v)              | 29e       | 59.59,3 (+5.07,3) pen.: 4 (0 + 0 + 0 + 4) |
| Ryoko Takahashi                                              | 7,5 km (v)             | 55e       | 26.34,2 (+3.26,2) pen.: 5 (2 + 3) |
| Ryoko Takahashi                                              | 15 km (v)              | 6e        | 56.17,4 (+1.25,4) pen.: 3 (1 + 0 + 1 + 1) |
| Mie Takeda                                                   | 7,5 km (v)             | 61e       | 28.10,1 (+5.02,1) pen.: 6 (4 + 2) |
| Team Mami Honma Hiromi Seino Mie Takeda Ryoko Takahashi      | 4x7,5 km estafette (v) | 14e       | 1:46.23,0 (+6.09,4) pen.: 1-15 25.31,2 pen.: 0-2 (0-1 + 0-1) 26.08,8 pen.: 1-6 (1-3 + 0-3) 27.51,3 pen.: 0-3 (0-0 + 0-3) 26.51,7 pen.: 0-4 (0-3 + 0-1) |

### Bobsleeën
| Olympiër                                                   | Discipline             | Resultaat | Prestatie                                       |
| ---------------------------------------------------------- | ---------------------- | --------- | ----------------------------------------------- |
| Naomi Takewaki Hiroaki Ohishi                              | 2-mansbob (m) Japan I  | 17e       | 3.40,71 (+3,47) (55,31 / 55,24 / 55,20 / 54,96) |
| Hiroshi Suzuki Masanori Inoue                              | 2-mansbob (m) Japan II | 19e       | 3.40,80 (+3,56) (55,47 / 55,10 / 55,19 / 55,04) |
| Naomi Takewaki Hiroaki Ohishi Takashi Ohori Masanori Inoue | 4-mansbob (m) Japan I  | 15e       | 2.41,55 (+2,14) (53,73 / 53,87 / 53,95)         |
| Toshio Wakita Yasuo Nakamura Toshiya Onoda Shinji Aoto     | 4-mansbob (m) Japan II | 16e       | 2.41,96 (+2,55) (54,02 / 53,66 / 54,28)         |

### Curling
| Olympiër                                                                    | Discipline | Resultaat | Prestatie |
| --------------------------------------------------------------------------- | ---------- | --------- | --- |
| Makoto Tsuruga Hiroshi Sato Yoshiyuki Oomiya Hirofumi Kudo Hisaaki Nakamine | mannen     | 5e        | Groepsfase: 4- 7 Japan - Canada 6- 5 Japan - Zweden 3- 5 Japan - Zwitserland 3- 5 Japan - Noorwegen 5- 9 Japan - Groot-Brittannië 8- 6 Japan - Verenigde Staten 7- 5 Japan - Duitsland Tie-Break: 4- 5 Japan - Verenigde Staten |
| Mayumi Ohkutsu Akiko Kato Yukari Kondo Yoko Mimura Akemi Niwa               | vrouwen    | 5e        | Groepsfase: 5- 7 Japan - Groot-Brittannië 9- 2 Japan - Duitsland 4- 7 Japan - Canada 6-12 Japan - Zweden 8- 4 Japan - Noorwegen 4- 6 Japan - Denemarken 2-10 Japan - Verenigde Staten                                           |

### Freestyleskiën
| Olympiër          | Discipline  | Resultaat | Prestatie                         |
| ----------------- | ----------- | --------- | --------------------------------- |
| Gota Miura        | moguls (m)  | 13e       | 23,06 p. (kwalificatie: 24,14 p.) |
| Daigo Hara        | moguls (m)  | 15e       | 12,13 p. (kwalificatie: 24,04 p.) |
| Yugo Tsukita      | moguls (m)  | 18e       | dnq (kwalificatie: 23,81 p.)      |
| Takehiro Sakamoto | moguls (m)  | 30e       | dnq (kwalificatie: 8,68 p.)       |
| Kazuaki Ando      | aerials (m) | 23e       | dnq (kwalificatie: 135,12 p.)     |
| Tae Satoya        | moguls (v)  | Goud      | 25,06 p. (kwalificatie: 22,29 p.) |
| Aiko Uemura       | moguls (v)  | 7e        | 23,79 p. (kwalificatie: 21,82 p.) |

### Kunstrijden
| Olympiër                 | Discipline | Resultaat | Prestatie                                                 |
| ------------------------ | ---------- | --------- | --------------------------------------------------------- |
| Takeshi Honda            | mannen     | 15e       | 21,0 p. (korte kür: 18 - lange kür: 12)                   |
| Yamato Tamura            | mannen     | 17e       | 24,5 p. (korte kür: 15 - lange kür: 17)                   |
| Shizuka Arakawa          | vrouwen    | 13e       | 21,0 p. (korte kür: 14 - lange kür: 14)                   |
| Marie Arai Shin Amano    | paarrijden | 20e       | 30,0 p. (korte kür: 20 - lange kür: 20)                   |
| Aya Kawai Hiroshi Tanaka | ijsdansen  | 23e       | 45,6 p. (verpl.1: 21 - verpl.2: 23 - org.: 23 - vrij: 23) |

### Langlaufen
| Olympiër                                                                | Discipline                    | Resultaat | Prestatie                                           |
| ----------------------------------------------------------------------- | ----------------------------- | --------- | --------------------------------------------------- |
| Katsuhito Ebisawa                                                       | 10 km klassiek (m)            | 34e       | 29.30,0 (+2.05,5)                                   |
| Katsuhito Ebisawa                                                       | 30 km klassiek (m)            | 27e       | 1:40.48,0 (+6.52,2)                                 |
| Katsuhito Ebisawa                                                       | 50 km vrije stijl (m)         | 39e       | 2:18.52,5 (+13.44,3)                                |
| Katsuhito Ebisawa                                                       | achtervolging 10 km+15 km (m) | 21e       | +3.08,3 (10 km:29.30 + 15 km:40.40,0)               |
| Mitsuo Horigome                                                         | 10 km klassiek (m)            | 36e       | 29.44,8 (+2.20,3)                                   |
| Mitsuo Horigome                                                         | 50 km vrije stijl (m)         | 32e       | 2:17.09,2 (+12.01,0)                                |
| Mitsuo Horigome                                                         | achtervolging 10 km+15 km (m) | 22e       | +3.09,4 (10 km:29.44 + 15 km:40.27,1)               |
| Hiroyuki Imai                                                           | 10 km klassiek (m)            | 19e       | 28.51,5 (+1.27,0)                                   |
| Hiroyuki Imai                                                           | 30 km klassiek (m)            | 24e       | 1:40.40,9 (+6.45,1)                                 |
| Hiroyuki Imai                                                           | 50 km vrije stijl (m)         | 30e       | 2:16.49,5 (+11.41,3)                                |
| Hiroyuki Imai                                                           | achtervolging 10 km+15 km (m) | 28e       | +3.53,3 (10 km:28.51 + 15 km:42.04,0)               |
| Masaaki Kozu                                                            | 10 km klassiek (m)            | 29e       | 29.23,1 (+1.58,6)                                   |
| Masaaki Kozu                                                            | 30 km klassiek (m)            | 56e       | 1:48.15,3 (+14.19,5)                                |
| Masaaki Kozu                                                            | achtervolging 10 km+15 km (m) | 24e       | +3.22,2 (10 km:29.23 + 15 km:41.00,9)               |
| Kazutoshi Nagahama                                                      | 30 km klassiek (m)            | 42e       | 1:42.58,7 (+9.02,9)                                 |
| Kazutoshi Nagahama                                                      | 50 km vrije stijl (m)         | 33e       | 2:17.24,4 (+12.16,2)                                |
| Team Katsuhito Ebisawa Hiroyuki Imai Mitsuo Horigome Kazutoshi Nagahama | 4x10 km estafette (m)         | 7e        | 1:43.06,7 (+2.11,0) 26.11,0 26.13,9 25.15,2 25.26,6 |
| Fumiko Aoki                                                             | 5 km klassiek (v)             | 31e       | 19.04,8 (+1.26,9)                                   |
| Fumiko Aoki                                                             | 15 km klassiek (v)            | 37e       | 51.53,7 (+4.58,3)                                   |
| Fumiko Aoki                                                             | achtervolging 5 km+10 km (v)  | 29e       | +3.20,2 (5 km:19.04 + 10 km:30.23,1)                |
| Midori Furusawa                                                         | 30 km vrije stijl (v)         | 38e       | 1:33.16,2 (+11.14,7)                                |
| Tomomi Otaka                                                            | 5 km klassiek (v)             | 46e       | 19.28,8 (+1.50,9)                                   |
| Tomomi Otaka                                                            | achtervolging 5 km+10 km (v)  | 48e       | +4.52,0 (5 km:19.28 + 10 km:31.30,9)                |
| Emiko Sato                                                              | 15 km klassiek (v)            | 54e       | 54.11,1 (+7.15,7)                                   |
| Kumiko Yokoyama                                                         | 5 km klassiek (v)             | 50e       | 19.34,5 (+1.56,6)                                   |
| Kumiko Yokoyama                                                         | 15 km klassiek (v)            | 34e       | 51.48,7 (+4.53,3)                                   |
| Kumiko Yokoyama                                                         | 30 km vrije stijl (v)         | 39e       | 1:33.19,7 (+11.18,2)                                |
| Kumiko Yokoyama                                                         | achtervolging 5 km+10 km (v)  | 46e       | +4.37,1 (5 km:19.34 + 10 km:31.10,0)                |
| Sumiko Yokoyama                                                         | 5 km klassiek (v)             | 25e       | 18.55,1 (+1.17,2)                                   |
| Sumiko Yokoyama                                                         | 15 km klassiek (v)            | 24e       | 50.55,3 (+3.59,9)                                   |
| Sumiko Yokoyama                                                         | 30 km vrije stijl (v)         | 32e       | 1:32.04,3 (+10.02,8)                                |
| Sumiko Yokoyama                                                         | achtervolging 5 km+10 km (v)  | 25e       | +2.34,3 (5 km:18.55 + 10 km:29.46,2)                |
| Team Tomomi Otaka Sumiko Yokoyama Fumiko Aoki Kumiko Yokoyama           | 4x5 km estafette (v)          | 10e       | 58.22,8 (+3.09,3) 14.40,3 14.27,0 14.46,9 14.28,6   |

### Noordse combinatie
| Olympiër                                                    | Discipline      | Resultaat | Prestatie |
| ----------------------------------------------------------- | --------------- | --------- | --- |
| Kenji Ogiwara                                               | individueel (m) | 4e        | +1.21,1 — schans: 226,0 p — 15 km: 41.12,2 |
| Tsugiharu Ogiwara                                           | individueel (m) | 6e        | +1.25,3 — schans: 232,5 p — 15 km: 41.55,4 |
| Junichi Kogawa                                              | individueel (m) | 23e       | +4.15,7 — schans: 232,0 p — 15 km: 44.42,8 |
| Satoshi Mori                                                | individueel (m) | 38e       | +7.07,9 — schans: 195,0 p — 15 km: 43.53,0 |
| Team Tsugiharu Ogiwara Satoshi Mori Gen Tomii Kenji Ogiwara | team (m)        | 5e        | +2.07,3 — schans: 893,0 p — 20 km: 55.57,8 schans: 229,5 p — 5 km: 13.55,6 schans: 223,5 p — 5 km: 14.04,5 schans: 217,0 p — 5 km: 14.46,9 schans: 223,0 p — 5 km: 13.10,8 |

### Rodelen
| Olympiër                     | Discipline | Resultaat | Prestatie                                             |
| ---------------------------- | ---------- | --------- | ----------------------------------------------------- |
| Shigeaki Ushijima            | mannen     | 16e       | 3.22,303 (+3,867) (50,747 / 50,405 / 50,716 / 50,435) |
| Eriko Yamada                 | vrouwen    | 21e       | 3.29,423 (+5,644) (53,494 / 53,015 / 51,595 / 51,319) |
| Shino Yanagisawa             | vrouwen    | 23e       | 3.29,834 (+6,055) (52,762 / 52,706 / 52,243 / 52,123) |
| Yumie Kobayashi              | vrouwen    | 25e       | 3.30,770 (+6,991) (52,829 / 53,025 / 52,198 / 52,718) |
| Atsushi Sasaki Kei Takahashi | dubbel     | 14e       | 1.43,376 (+2,271) (51,541 / 51,835)                   |

### Schaatsen
| Olympiër          | Discipline   | Resultaat | Prestatie                   |
| ----------------- | ------------ | --------- | --------------------------- |
| Toru Aoyanagi     | 1500 m (m)   | 8e        | 1.50,68 (+2,81)             |
| Manabu Horii      | 500 m (m)    | 13e       | 1.12,78 (+1,43) 36,37+36,41 |
| Manabu Horii      | 1000 m (m)   | 17e       | 1.12,40 (+1,76)             |
| Yusuke Imai       | 1000 m (m)   | 11e       | 1.11,96 (+1,32)             |
| Yusuke Imai       | 1500 m (m)   | 16e       | 1.51,70 (+3,83)             |
| Toshiyuki Kuroiwa | 500 m (m)    | 16e       | 1.12,97 (+1,62) 36,37+36,60 |
| Hiroyuki Noake    | 1000 m (m)   | 25e       | 1.12,68 (+2,04)             |
| Hiroyuki Noake    | 1500 m (m)   | 7e        | 1.50,49 (+2,62)             |
| Hiroyuki Noake    | 5000 m (m)   | 25e       | 6.51,35 (+29,15)            |
| Takahiro Nozaki   | 5000 m (m)   | 17e       | 6.42,30 (+20,10)            |
| Hiroyasu Shimizu  | 500 m (m)    | Goud      | 1.11,35 35,76+35,59         |
| Hiroyasu Shimizu  | 1000 m (m)   | Brons     | 1.11,00 (+0,36)             |
| Keiji Shirahata   | 1500 m (m)   | 21e       | 1.52,23 (+4,36)             |
| Keiji Shirahata   | 5000 m (m)   | 7e        | 6.36,71 (+14,51)            |
| Keiji Shirahata   | 10.000 m (m) | 14e       | 13.57,45 (+42,12)           |
| Hiroaki Yamakage  | 500 m (m)    | 15e       | 1.12,91 (+1,56) 36,61+36,30 |
| Shiho Kusunose    | 500 m (v)    | 12e       | 1.18,80 (+2,20) 39,56+39,24 |
| Shiho Kusunose    | 1000 m (v)   | 11e       | 1.18,82 (+2,31)             |
| Shiho Kusunose    | 1500 m (v)   | 23e       | 2.04,38 (+6,80)             |
| Noriko Munekata   | 3000 m (v)   | 18e       | 4.20,72 (+13,43)            |
| Nami Nemoto       | 5000 m (v)   | 15e       | 7.36,77 (+37,16)            |
| Chiharu Nozaki    | 1500 m (v)   | 15e       | 2.02,78 (+5,20)             |
| Chiharu Nozaki    | 3000 m (v)   | 17e       | 4.19,60 (+12,31)            |
| Tomomi Okazaki    | 500 m (v)    | Brons     | 1.17,10 (+0,50) 38,55+38,55 |
| Tomomi Okazaki    | 1000 m (v)   | 7e        | 1.18,27 (+1,76)             |
| Eriko Sanmiya     | 500 m (v)    | 11e       | 1.18,56 (+1,96) 39,25+39,31 |
| Eriko Sanmiya     | 1000 m (v)   | 8e        | 1.18,36 (+1,85)             |
| Kyoko Shimazaki   | 500 m (v)    | 5e        | 1.17,68 (+1,08) 38,75+38,93 |
| Kyoko Shimazaki   | 1000 m (v)   | 22e       | 1.20,49 (+3,98)             |
| Aki Tonoike       | 1500 m (v)   | 16e       | 2.02,84 (+5,26)             |
| Mie Uehara        | 1500 m (v)   | 21e       | 2.03,37 (+5,79)             |
| Mie Uehara        | 3000 m (v)   | 14e       | 4.17,92 (+10,63)            |
| Mie Uehara        | 5000 m (v)   | 11e       | 7.21,72 (+22,11)            |

### Schansspringen
| Olympiër                                                          | Discipline                     | Resultaat | Prestatie |
| ----------------------------------------------------------------- | ------------------------------ | --------- | --- |
| Kazuyoshi Funaki                                                  | normale schans individueel (m) | Zilver    | 233,5 punten 114,0 p. (87,5 m) + 119,5 p. (90,5 m) |
| Kazuyoshi Funaki                                                  | grote schans individueel (m)   | Goud      | 272,3 punten 129,8 p. (126,0 m) + 142,5 p. (132,5 m) |
| Masahiko Harada                                                   | normale schans individueel (m) | 5e        | 228,5 punten 121,0 p. (91,5 m) + 107,5 p. (84,5 m) |
| Masahiko Harada                                                   | grote schans individueel (m)   | Brons     | 258,3 punten 117,0 p. (120,0 m) + 141,3 p. (136,0 m) |
| Noriaki Kasai                                                     | normale schans individueel (m) | 7e        | 221,5 punten 113,5 p. (87,5 m) + 108,0 p. (84,5 m) |
| Takanobu Okabe                                                    | grote schans individueel (m)   | 6e        | 250,1 punten 134,0 p. (130,0 m) + 116,1 p. (119,5 m) |
| Hiroya Saito                                                      | normale schans individueel (m) | 9e        | 213,5 punten 110,5 p. (86,5 m) + 103,0 p. (83,0 m) |
| Hiroya Saito                                                      | grote schans individueel (m)   | 47e       | 79,5 punten 79,5 p. (100,0 m) + niet geplaatst voor tweede ronde |
| Team Takanobu Okabe Hiroya Saito Masahiko Harada Kazuyoshi Funaki | grote schans team (m)          | Goud      | 933,0 punten 115,7 p. (121,5 m) + 143,6 p. (137,0 m) 131,5 p. (130,0 m) + 124,7 p. (124,0 m) 35,6 p. (79,5 m) + 141,6 p. (137,0 m) 114,3 p. (118,5 m) + 126,0 p. (125,0 m) |

### Shorttrack
| Olympiër                                                  | Discipline           | Resultaat | Prestatie                                                                         |
| --------------------------------------------------------- | -------------------- | --------- | --------------------------------------------------------------------------------- |
| Takafumi Nishitani                                        | 500 m (m)            | Goud      | Finale: 42,862, hf 2 (1e): 42,756, kf 3 (2e): 42,980, vr 8 (2e): 43,348           |
| Naoya Tamura                                              | 1000 m (m)           | 5e        | B-finale: 1.32,927, hf 1 (4e): 1.42,908, kf 3 (1e): 1.29,509, vr 2 (1e): 1.31,168 |
| Satoru Terao                                              | 500 m (m)            | 13e       | dnq, kf 4 (4e): 1.05,470, vr 6 (1e): 42,948                                       |
| Satoru Terao                                              | 1000 m (m)           | 9e        | dnq, hf 2 (5e): 1.32,636, kf 1 (1e): 1.29,398, vr 1 (2e): 1.35,323                |
| Hitoshi Uematsu                                           | 500 m (m)            | Brons     | Finale: 43,713, hf 1 (1e): 43,697, kf 1 (2e): 43,657, vr 7 (2e): 43,428           |
| Hitoshi Uematsu                                           | 1000 m (m)           | 15e       | dnq, kf 4: diskwalificatie, vr 7 (1e): 1.30,466                                   |
| Takehiro Kodera Yugo Shinohara Naoya Tamura Satoru Terao  | 5000 m aflossing (m) | 5e        | B-finale: 7.01,660, hf 1 (4e): 7.17,223                                           |
| Sachi Ozawa                                               | 1000 m (v)           | 10e       | dnq, kf 3 (3e): 1.37,493, vr 2 (2e): 1.35,275                                     |
| Chikage Tanaka                                            | 500 m (v)            | 9e        | dnq, hf 1 (5e): 46,497, kf 2 (3e): 56,798, vr 1 (1e): 46,786                      |
| Chikage Tanaka                                            | 1000 m (v)           | 15e       | dnq, kf 4 (4e): 1.36,570, vr 3 (2e): 1.39,822                                     |
| Ikue Teshigawara                                          | 500 m (v)            | 6e        | B-finale: 46,889, hf 2 (3e): 45,736, kf 3 (3e): 52,693, vr 4 (1e): 47,354         |
| Ikue Teshigawara                                          | 1000 m (v)           | 5e        | B-finale: 1.37,693, hf 2 (3e): 1.35,266, kf 2 (2e): 1.38,446, vr 1 (1e): 1.35,964 |
| Ayako Tsubaki                                             | 500 m (v)            | 25e       | dnq, vr 8 (4e): 46,950                                                            |
| Sachi Ozawa Chikage Tanaka Ikue Teshigawara Nobuko Yamada | 3000 m aflossing (v) | 4e        | Finale: 4.30,612, hf 1 (1e): 4.24,087                                             |

### Snowboarden
| Olympiër          | Discipline       | Resultaat | Prestatie                        |
| ----------------- | ---------------- | --------- | -------------------------------- |
| Takashi Nishida   | halfpipe (m)     | 28e       | dnq kwal. 1: 32,2 kwal. 2:33,4   |
| Makoto Takagaki   | halfpipe (m)     | 30e       | dnq kwal. 1: 34,6 kwal. 2:32,2   |
| Shinichi Watanabe | halfpipe (m)     | 34e       | dnq kwal. 1: 35,7 kwal. 2:29,1   |
| Takamasa Imai     | halfpipe (m)     | 36e       | dnq kwal. 1: 24,4 kwal. 2:24,4   |
| Yuri Yoshikawa    | halfpipe (v)     | 20e       | dnq kwal. 1: 25,6 kwal. 2:24,9   |
| Kaori Takeyama    | halfpipe (v)     | 22e       | dnq kwal. 1: 23,5 kwal. 2:22,7   |
| Shinobu Ueshima   | reuzenslalom (v) | 15e       | 2.28,05 (+10,71) 1.16,88+1.11,17 |

### IJshockey
| Olympiër | Discipline | Resultaat | Prestatie |
| --- | ---------- | --------- | --- |
| Kiyoshi Fujita Yuji Iga Dusty Imoo Shinichi Iwasaki Matthew Kabayama Tatsuki Katayama Yutaka Kawaguchi Makoto Kawahira Takayuki Kobori Atsuo Kudo Ryan Kuwabara Hiroshi Matsuura Hiroyuki Miura Akihito Sugisawa Takayuki Miura Tsutsumi Otomo Toshiyuki Sakai Kunihiko Sakurai Steven Tsujiura Shin Yahata Takeshi Yamanaka Chris Yule | mannen     | 13e       | Voorronde groep B: 1- 3 Japan - Duitsland 2- 5 Japan - Frankrijk 2- 2 Japan - Wit-Rusland Wedstrijd om de 13e plaats: 4- 3 Japan - Oostenrijk |
| Miharu Araki Shiho Fujiwara Akiko Hatanaka Mitsuko Igarashi Yoko Kondo Akiko Naka Maiko Obikawa Yuka Oda Yukari Ohno Chie Sakuma Ayumi Sato Masako Sato Rie Sato Satomi Ono Yukio Satomi Aki Sudo Yuki Togawa Aki Tsuchida Haruka Watanabe Naho Yoshimi                                                                                 | vrouwen    | 6e        | Groepsfase: 0-13 Japan - Canada 1-11 Japan - Finland 1- 6 Japan - China 0-10 Japan - Verenigde Staten 0- 5 Japan - Zweden                     |

Amerikaanse Maagdeneilanden · Andorra · Argentinië · Armenië · Australië · Azerbeidzjan · België · Bermuda · Bosnië en Herzegovina · Brazilië · Bulgarije · Canada · Chili · China · Chinees Taipei · Cyprus · Denemarken · Duitsland · Estland · Finland · Frankrijk · Georgië · Griekenland · Groot-Brittannië · Hongarije · Ierland · IJsland · India · Iran · Israël · Italië · Jamaica · Japan · Joegoslavië · Kazachstan · Kenia · Kirgizië · Kroatië · Letland · Liechtenstein · Litouwen · Luxemburg · Macedonië · Moldavië · Monaco · Mongolië · Nederland · Nieuw-Zeeland · Noord-Korea · Noorwegen · Oekraïne · Oezbekistan · Oostenrijk · Polen · Portugal · Puerto Rico · Roemenië · Rusland · Slovenië · Slowakije · Spanje · Trinidad en Tobago · Tsjechië · Turkije · Uruguay · Venezuela · Verenigde Staten · Wit-Rusland · Zuid-Afrika · Zuid-Korea · Zweden · Zwitserland